# Barberá Rookies 2015
Questa voce raccoglie le informazioni riguardanti i Barberá Rookies nelle competizioni ufficiali della stagione 2015.

## Maschile

### LNFA Serie A 2015

#### Stagione regolare
| 17-18 gennaio 2015 1ª giornata | Las Rozas Black Demons | 7 – 21 referto | Barberá Rookies |  |

| Barberà del Vallès 8 febbraio 2015, ore 11:00 3ª giornata | Barberá Rookies | 24 – 20 referto | Granada Lions | Estadio Municipal de Barberá |

| Barberà del Vallès 15 febbraio 2015, ore 10:30 4ª giornata | Barberá Rookies | 27 – 13 referto | Zaragoza Hurricanes | Estadio Municipal de Barberá |

| Coslada 1º marzo 2015, ore 12:00 5ª giornata | Camioneros de Coslada | 6 – 7 referto | Barberá Rookies | Polideportivo Valleaguado |

| 7-8 marzo 2015 6ª giornata | Barberá Rookies | 30 – 0 referto | Las Rozas Black Demons |  |

| Maracena 29 marzo 2015, ore 12:00 8ª giornata | Granada Lions | 22 – 28 referto | Barberá Rookies | Campo Municipal |

| Calatayud 12 aprile 2015, ore 11:00 9ª giornata | Zaragoza Hurricanes | 0 – 24 referto | Barberá Rookies | Ciudad Deportiva |

| Barberà del Vallès 19 aprile 2015, ore 11:00 10ª giornata | Barberá Rookies | 30 – 7 referto | Camioneros de Coslada | Estadio Municipal de Barberá |

#### Playoff
| Barberà del Vallès 17 maggio 2015, ore 11:00 Semifinale | Barberá Rookies | 28 – 21 referto | Las Rozas Black Demons | Complejo Deportivo Can Llobet |

| Reus 30 maggio 2015, ore 18:00 Finale | Barberá Rookies | 20 – 24 referto | Reus Imperials | Camp De Futbol Reddis |

### Statistiche di squadra
| Competizione      | %Vittorie | In casa | In casa | In casa | In casa | In casa | In casa | In trasferta | In trasferta | In trasferta | In trasferta | In trasferta | In trasferta | Totale | Totale | Totale | Totale | Totale | Totale |
| Competizione      | %Vittorie | G       | V       | N       | P       | Pf      | Ps      | G            | V            | N            | P            | Pf           | Ps           | G      | V      | N      | P      | Pf     | Ps     |
| ----------------- | --------- | ------- | ------- | ------- | ------- | ------- | ------- | ------------ | ------------ | ------------ | ------------ | ------------ | ------------ | ------ | ------ | ------ | ------ | ------ | ------ |
| Stagione regolare | 1.000     | 4       | 4       | 0       | 0       | 111     | 40      | 4            | 4            | 0            | 0            | 80           | 35           | 8      | 8      | 0      | 0      | 191    | 75     |
| Playoff           | .500      | 2       | 1       | 0       | 1       | 48      | 45      | 0            | 0            | 0            | 0            | 0            | 0            | 2      | 1      | 0      | 1      | 48     | 45     |
| Totale            | .900      | 6       | 5       | 0       | 1       | 159     | 85      | 4            | 4            | 0            | 0            | 80           | 35           | 10     | 9      | 0      | 1      | 239    | 120    |

## Femminile

### LNFA Femenina 2015

#### Stagione regolare
| 8 febbraio 2015 1ª giornata | Las Rozas Black Demons | 25 – 6 | Barberá Rookies |  |

| 22 febbraio 2015, ore 11:00 2ª giornata | Barberá Rookies | 32 – 0 | L'Hospitalet Pioners |  |

| 8 marzo 2015 3ª giornata | Barberá Rookies | 27 – 19 | Barcelona Búfals |  |

| 19 aprile 2015 4ª giornata | Terrassa Reds | 18 – 26 | Barberá Rookies |  |

| 10 maggio 2015 5ª giornata | Zaragoza Hurricanes | 6 – 38 | Barberá Rookies |  |

#### Playoff
| 13 giugno 2015 Finale | Las Rozas Black Demons | 38 – 26 | Barberá Rookies |  |

### LCFA Femení 2015

#### Stagione regolare
| 22 febbraio 2015, ore 11:00 2ª giornata | Barberá Rookies | 32 – 0 | L'Hospitalet Pioners |  |

| 7 marzo 2015 3ª giornata | Barberá Rookies | 27 – 19 | Barcelona Búfals |  |

| 18 aprile 2015 4ª giornata | Terrassa Reds | 18 – 26 | Barberá Rookies |  |

#### Playoff
| 23 maggio 2015, ore 17:10 Semifinale | Barberá Rookies | 40 – 0 | L'Hospitalet Pioners |  |

| 23 maggio 2015, ore 19:30 Finale | Barberá Rookies | 25 – 13 | Barcelona Búfals |  |

### Statistiche di squadra
| Competizione      | %Vittorie | In casa | In casa | In casa | In casa | In casa | In casa | In trasferta | In trasferta | In trasferta | In trasferta | In trasferta | In trasferta | Totale | Totale | Totale | Totale | Totale | Totale |
| Competizione      | %Vittorie | G       | V       | N       | P       | Pf      | Ps      | G            | V            | N            | P            | Pf           | Ps           | G      | V      | N      | P      | Pf     | Ps     |
| ----------------- | --------- | ------- | ------- | ------- | ------- | ------- | ------- | ------------ | ------------ | ------------ | ------------ | ------------ | ------------ | ------ | ------ | ------ | ------ | ------ | ------ |
| Stagione regolare | .500      | 0       | 0       | 0       | 0       | 0       | 0       | 2            | 1            | 0            | 1            | 44           | 31           | 2      | 1      | 0      | 1      | 44     | 31     |
| Playoff           | .000      | 0       | 0       | 0       | 0       | 0       | 0       | 1            | 0            | 0            | 1            | 26           | 38           | 1      | 0      | 0      | 1      | 26     | 38     |
| Stagione regolare | 1.000     | 2       | 2       | 0       | 0       | 59      | 19      | 1            | 1            | 0            | 0            | 26           | 18           | 3      | 3      | 0      | 0      | 85     | 37     |
| Playoff           | 1.000     | 2       | 2       | 0       | 0       | 65      | 13      | 0            | 0            | 0            | 0            | 0            | 0            | 2      | 2      | 0      | 0      | 65     | 13     |
| Totale            | .750      | 4       | 4       | 0       | 0       | 124     | 32      | 4            | 2            | 0            | 2            | 96           | 87           | 8      | 6      | 0      | 2      | 220    | 119    |